# Premios Navarra Televisión
Los Premios Navarra Televisión son unos galardones que otorga el medio de comunicación Navarra Televisión desde el año 2016 para reconocer la labor de aquellos navarros que han destacado por diferentes motivos en Navarra.

## Categorías
Se otorgan a los valores deportivos, sociales, jóvenes, empresariales y al pueblo ejemplar.
El Premio Valores Jóvenes esta patrocinado por Eroski, el Premio Valores Culturales está patrocinado por el Hotel 3 Reyes de Pamplona, el Premio Valores Sociales está patrocinado por el Banco Santander, el Premio Valores Deportivos está patrocinado por Urzante, el Premio Valores Empresariales está patrocinado por CaixaBank y el Premio al Pueblo Ejemplar está patrocinado por el Gobierno de Navarra. 

## Historia
Nacen de la iniciativa de Carlos Ciriza, escultor navarro, quien, apoyado por Navarra Televisión, decide iniciar unos Premios que llevan el nombre del medio de comunicación.

## Proceso de elección
Aproximadamente tres meses antes de la gala, se abre un formulario web donde los espectadores envían sus propuestas. Después, un equipo de Navarra Televisión selecciona las tres personas finalmente nominadas que competirán por el Premio. A partir de entonces, se abre un formulario web donde los espectadores pueden votar por sus favoritos. El día de la gala se da a conocer el ganador, que es quién más votos haya conseguido.

## Gala
Se organiza de la siguiente manera: Por la tarde de un día cualquiera se hace entrega de un trofeo diseñado por Carlos Ciriza al ganador del Premio. Para ello, cada categoría se entrega en momentos diferentes, separados entre sí por actuaciones de artistas navarros y nacionales. Cada Premio lo anuncian dos periodistas de Navarra (no necesariamente de Navarra Televisión) abriendo un sobre en el momento. Momentos antes, se muestra un vídeo elaborado con cada uno de los candidatos y el ganador recibe el trofeo de manos de los patrocinadores del valor en sí.

## Ganadores

### I edición
En la I edición los galardonados, que se celebró el 24 de noviembre de 2016 en el Palacio de Congresos y Auditorio de Navarra (Baluarte) de Pamplona, los galardonados fueron el médico Jesús Alfaro, Adriana y Beatriz de Bodegas Ochoa, la empresa Code Matrix, los paralímpicos navarros y la localidad de Milagro (Navarra).

### II edición
En la II edición, celebrada también en Baluarte el 30 de noviembre de 2017, los galardonados fueron Iñaki Redín, Isabel Villanueva, Carlota Ciganda, la empresa Postres Ultzama y la localidad de Ochagavía.

### III edición
En la III edición, celebrada el 11 de diciembre del 2018, los ganadores fueron Amaia Romero (frente a Guillermo Hermoso de Mendoza y Alicia Griffiths) en valores jóvenes, Maitane Melero (frente a Javier Eseverri y Ricardo Abad) en valores deportivos, Teléfono de la Esperanza (frente a Chrysalllis Nafarroa y Asvona) en la categoría de valores sociales, Comparsa de Gigantes de Pamplona (frente a la Orden del Volatín de Tudela y Raúl de la Fuente) en la categoría de valores culturales, Grupo Idoate (frente a Congelados de Navarra y Lacturale) en valores empresariales y Ujué (frente a Petilla de Aragón y Huarte Araquil). En la gala actuó Blas Cantó, Marta Soto o Aroa Berrozpe.

### IV edición
En la IV edición, los ganadores fueron Natalia Lacunza en valores jóvenes (frente a Vanessa Garde y Mario Cornago), Mai Garde (frente a Alberto Undiano Mallenco y Juan Peralta Gascon) en la categoría valores deportivos, la Asociación de Familiares de Enfermos de Alzheimer de Navarra (frente a 'Los de Bronce' y el IES Plaza de La Cruz) en la categoría valores sociales, la Asociación para el Desarrollo de la Empresa Familiar Navarra (frente a Ana Monreal) en la categoría valores empresariales, La Pamplonesa (frente al festival 'Flamenco on fire' y Alfredo Sanzol) en la categoría de valores culturales y Tafalla (frente a Roncesvalles y Legarda) como pueblo ejemplar. La gala contó con la presencia de la presidenta del Gobierno de Navarra, María Chivite. Ruth Lorenzo, el mago Miguel de Lucas, el dúo Bruno y Lorena Jiménez o la monologuista Aroa Berrozpe, participaron en esta gala.

### V edición
En la V edición, el aforo tuvo que limitarse debido a la pandemia por COVID-19, y tan solo pudieron asistir los nominados al premio. La gala contó con artistas de alto nivel como Javier Erro (concursante de La voz (España) en 2018) y con las actuaciones musicales de Cepeda, Carlos Right, así como el navarro Serafín Zubiri.

### VI edición
En la VI edición, se entregó un Premio Honorífico a los Valores sociales al periodista David Beriáin, por su trabajo como periodista. Los ganadores fueron STI Norland en valores empresariales (frente al Grupo Apex y Falcón Electrónica), Raduan Hamdai (frente a Carlos González y Nicolás Atanes) en la categoría de valores jóvenes, Beatriz Zudaire (frente a Asier Martínez y Iñaki Narros) en la categoría valores deportivos, Juan Larreta (frente a Ayuda Contenedores y Hoteles Pamplona) en la categoría de valores sociales, el hallazgo e investigación del 'Hombre de Loizu' (frente a Maite Beaumont y La Kukula) en valores culturales y Unzué (frente a Valcarlos, Cintruénigo) como pueblo ejemplar. La gala contó con la cantante Nerea Rodríguez, el mago Miguel de Lucas, la cantante Anne Lukin y Los Tenampas, la monologuista navarra Aroa Berrozpe, y el Orfeón Pamplonés con la canción "Por Esto Cantamos Juntos". La consejera Elma Saiz asistió al evento en nombre de María Chivite.

### VII edición
En la VII edición, los ganadores fueron son Jaso Musikala (frente Clara Galle y Courage Adams) en valores jóvenes, Club Deportivo Beti Onak (frente a Pamplona Atlético y Unai Laso) en valores deportivos, Banco de Alimentos de Navarra (frente a Clúster ‘SOS Ucrania’, y Pastoral Penitenciaria de Navarra) en valores sociales, Raquel Andueza (frente al Festival Estaciones Sonoras y Álex Pina) en valores culturales, ATECNA (frente a Grupo Enhol y Zucami) en valores empresariales y Lerín (frente a Sangüesa y Falces) en pueblo ejemplar. La gala fue el 24 de noviembre del 2022 en Baluarte.